# The Jasmine Flower
The Jasmine Flower è il settimo album in studio della cantautrice e poetessa bermudiana Heather Nova, pubblicato nel 2008 (solamente in Europa).
Heather Nova ha registrato l’album nella sua terra natale e di residenza, le Bermuda, e lo ha fatto avvalendosi solamente di un laptop.
A differenza degli album precedenti non ci sono tastiere né cori di sottofondo; infatti, a parte il brano finale, “Always Christmas”, nel resto dell’album ci sono solo la voce straordinaria e pura di Heather accompagnata dalla sua chitarra acustica e da un quartetto d'archi.
I testi sono molto brevi, così, per allungare i brani, Nova canta più volte una strofa o un ritornello, rendendo l’album un po’ ripetitivo.

## Tracce
Testi e musiche di Heather Nova.
1. Ride – 3:26
2. Beautiful Storm – 3:24
3. Maybe Tomorrow – 3:57
4. Out On A Limb – 3:53
5. Every Soldier Is A Mother's Son – 3:12
6. Out In New Mexico – 3:28
7. Looking For The Light – 2:39
8. Hollow – 3:11
9. If I Should Die – 3:16
10. Say Something – 3:47
11. Follow Me In Grace – 3:35
12. Always Christmas – 4:29